# Triebel
Triebel là một đô thị thuộc huyện Vogtland, bang Sachsen, Đức. Đô thị Triebel có diện tích 43,09 km², dân số thời điểm ngày 31 tháng 12 năm 2006 là 1549 người.